# André Blanc
Pour les articles homonymes, voir Blanc (homonymie).
André Blanc est un footballeur français né le 19 novembre 1966 à Hyères (Var). 
Ce milieu de terrain s'est par la suite reconverti en entraîneur. 

## Carrière de joueur
- 1972-1973 :  Les Salins d'Hyères
- 1973-1983 :  Hyères Football Club
- 1983-1986 :  Sporting Toulon Var
- 1986-1987 :  US Valenciennes-Anzin
- 1987-1988 :  AC Ajaccio
- 1988-1989 :  Grenoble Foot
- 1989-1992 :  Sporting Toulon Var
- 1992-1995 :  FC Sochaux
- 1995-2003 :  Hyères Football Club[1]

## Carrière d'entraîneur
- 2003-2004 :  Hyères Football Club (adjoint)
- 2004-2005 :  UA Valettoise (adjoint)
- 2006 à janvier 2008 :  Sporting Toulon Var (entraîneur)
- 2010-2018 :  Hyères Football Club (entraîneur)
- 2018 -  Étoile Fréjus Saint-Raphaël FC (entraîneur)